# Christian Gomille
Christian Gomille (* 1977 in Heidelberg) ist ein deutscher Rechtswissenschaftler.

## Leben
Nach dem Abitur 1996 in Heidelberg studierte er von 1997 bis 2002 Rechtswissenschaften an der Universität München (2002: erstes juristisches Staatsexamen in München). Von 2002 bis 2004 war er Rechtsreferendar am OLG München mit Stationen in München, Bad Tölz und Paris (2004: zweites juristisches Staatsexamen in München). Nach der Promotion 2009 durch die Juristische Fakultät München bei Johannes Hager war er von 2012 bis 2020 Juniorprofessor für Bürgerliches Recht, deutsches und internationales Zivilverfahrensrecht an der Universität Augsburg. Nach der Habilitation 2015 durch die Juristische Fakultät der Ludwig-Maximilians-Universität München (Lehrbefähigung für die Fächer Bürgerliches Recht, Zivilverfahrensrecht, Europäisches und Internationales Zivilverfahrens- und Privatrecht sowie Rechtsvergleichung bei Johannes Hager, Hans Christoph Grigoleit und Stephan Lorenz) wurde er 2020 Professor für Bürgerliches Recht, Europäisches und Internationales Privatrecht sowie Zivilprozessrecht an der Universität des Saarlandes.

## Schriften (Auswahl)
- Standardisierte Leistungsbewertungen. Eine äußerungsrechtliche Untersuchung. München 2009, ISBN 978-3-406-59155-6.
- Informationsproblem und Wahrheitspflicht. Ein Aufklärungsmodell für den Zivilprozess. Tübingen 2016, ISBN 3-16-154611-3.

## Belege
1. ↑  Christian Gomille: Informationsproblem und Wahrheitspflicht: Ein Aufklärungsmodell für den Zivilprozess. Mohr Siebeck, 2016, ISBN 978-3-16-154611-2 (google.de [abgerufen am 18. März 2025]).

| Personendaten    | Personendaten                   |
| ---------------- | ------------------------------- |
| NAME             | Gomille, Christian              |
| KURZBESCHREIBUNG | deutscher Rechtswissenschaftler |
| GEBURTSDATUM     | 1977                            |
| GEBURTSORT       | Heidelberg                      |